# Chử Anh
Chử Anh (tiếng Mãn: ᠴᡠᠶᡝᠨ, Möllendorff: cuyen, Abkai: quyen, tiếng Trung: 褚英; bính âm: Chǔyīng; 1580 – 1618), còn được phiên âm là Xuất Yến (出燕) và xưng là Hồng Ba Thố (红巴兔), là một trong những thủ lĩnh Mãn Châu đóng vai trò quan trọng trong việc kiến lập quốc gia Hậu Kim.

## Thân thế
Ông sinh vào năm Minh Vạn Lịch thứ 8 (1580), là con trai cả của Thanh Thái Tổ Nỗ Nhĩ Cáp Xích, người sáng lập nhà Hậu Kim. Mẹ ông tên là Cáp Cáp Nạp Trác Thanh (Hahana–jacing), thuộc Đông Giai thị (Tunggiya), là Đại Phúc tấn (vợ cả) của Nỗ Nhĩ Cáp Xích.

## Cuộc đời
Lúc mới khởi nghiệp, Chử Anh vừa là con trai trưởng, từng theo cha lập nhiều võ công hiển hách cho nhà Hậu Kim. Năm 1598, Nỗ Nhĩ Cáp Xích phái ông đem quân thảo phạt An Sở Lạp Khố (安楚拉库), ông đánh thắng thu được 20 trại lính. Trở về, ông được ban hiệu "Hồng Ba Đồ Lỗ" (洪巴图鲁), phong làm Bối lặc.
Năm Vạn Lịch thứ 35 (1607), Phỉ Du thành chủ Sách Mục Đặc Hắc của Ngõa Nhĩ Khách bộ của Đông Hải Nữ Chân do bị Ô Lạp Bối lặc là Bố Chiếm Thái nhiều lần làm nhục nên đã bày tỏ mong muốn quy phục Kiến Châu. Do vậy, Nỗ Nhĩ Cáp Xích lệnh cho Chử Anh cùng với Thư Nhĩ Cáp Tề, Đại Thiện dẫn theo ba đại tướng là Phí Anh Đông, Hỗ Nhĩ Hán, Dương Cổ Lợi (揚古利) cùng 3000 binh mã tức khắc đến Phỉ Du thành thu phục bộ chúng. Đại quân hành quân ban đêm, trời mù mịt, trên đường có ánh sáng, Thư Nhĩ Cáp Tề cho rằng đây là điềm không lành, muốn lui quân, Chử Anh và Đại Thiện không đồng ý ngăn lại. Đến Phỉ Du thành, quân Hậu Kim thu phục 500 hộ, Hỗ Nhĩ Hán nhận lệnh bảo vệ họ khởi hành trước. Bố Chiếm Thái sau khi nghe tin, phái chú là Bác Khắc Đa xuất quân với hơn một vạn binh mã đi chặn đánh, quân của Hỗ Nhĩ Hán cho có 200 người, Thư Nhĩ Cáp Tề lại không muốn đánh nhau với con rể, chần chừ khiến quân Hậu Kim sắp rơi vào đường cùng, Chử Anh và Đại Thiện cho người dục ngựa đưa dụ chỉ đến, "Thượng mỗi lần chinh phạt, đều lấy ít thắng nhiều, hôm nay có gì mà sợ? Nếu có thể bắt Bố Chiếm Thái hàng, chúng chẳng lẽ không bó tay chịu trói?". Binh lính phấn khích giáp công, quân của Bố Chiếm Thái đại bại, bắt được các tướng lĩnh như Thường Trụ, Hô Lý Bố, trảm đầu 3000 người, thu được 5000 con ngựa, 3000 khôi giáp.
Sau khi đại quân khải hoàn trở về, Nỗ Nhĩ Cáp Xích đã ban cho Chử Anh phong hiệu "A Nhĩ Cáp Đồ Thổ Môn Ba Đồ Lỗ" (tiếng Mãn: ᠠᡵᡤᠠᡨᡠ
ᡨᡠᠮᡝᠨ
ᠪᡝᡳ᠌ᠯᡝ
ᠪᠠᡨᡠᡵᡠ, chuyển tả: Argatu Tumen Baturu), trong tiếng Mãn có nghĩa là "người nhiều tài mưu lược", theo chữ Hán là Quảng Lược (廣略), được vua cha lập ngôi vị Quảng Lược Thái tử, xác nhận là người kế vị.
Năm 1608, tháng 3, ông cùng với A Mẫn đem quân thảo phạt Ô Lạp, đánh hạ Nghi Hãn Sơn Thành. Bố Chiếm Thái cùng Khoa Nhĩ Thấm Bối lặc Ông A Đại hợp quân, ra khỏi thành Ô Lạp 20 dặm, bị quân Thanh đánh bại, liền xin viện binh từ nhà Minh. Nhiều lần lập chiến công, nhưng do tính tình kiêu ngạo, coi khinh người khác cho nên Chử Anh không được lòng nhiều vị đại thần. Năm 1615, Chử Anh bị năm vị đại thần khai quốc là Phí Anh Đông, Ngạch Diệc Đô, Hà Hòa Lý, An Phí Dương Cổ và Hô Nhĩ Hán cùng với một số người em vốn có mối bất hòa với Chử Anh, tập trung công kích. Do đó, Chử Anh dần không còn được sự tín nhiệm của Nỗ Nhĩ Cáp Xích, bị vua cha tước bỏ binh quyền, nảy sinh ra bất mãn, nhiều lần tỏ ý oán trách vua cha cùng với những kẻ đã dèm pha mình. Cuối cùng, ông ta bị tố cáo, tống giam và chết trong ngục vào năm 1618. Mẹ ông vì chuyện này mà bị tước mất vị Chính thất.
Sau khi Thanh Thái Tông kế vị, đã cải phong ông là Quảng Lược Bối lặc (廣略貝勒).

## Gia đình
| \| \| \| \| \| \| \| \| \| \| \| \| \| \| \| \| \| \| \| \| Cao tổ phụ：Hưng Tổ Trực Hoàng đế Phúc Mãn \| \| \| \| \| \| \| \| \| \| \| \| \| \| \| \| \| \| \| \| \| \| \| \| \| \| \| \| \| \| \| \| \| \| \| \| \| \| \| \| \| \| \| \| \| \| \| \| \| \| \| \| \| \| Tằng tổ phụ：Cảnh Tổ Dực Hoàng đế Giác Xương An \| \| \| \| \| \| \| \| \| \| \| \| \| \| \| \| \| \| \| \| \| \| \| \| \| \| \| \| \| \| \| \| \| \| \| \| \| \| \| \| \| \| \| \| \| \| \| \| \| \| \| \| \| \| Cao tổ mẫu：Trực Hoàng hậu Hỉ Tháp Lạp thị[6] \| \| \| \| \| \| \| \| \| \| \| \| \| \| \| \| \| \| \| \| \| \| \| \| \| \| \| \| \| \| \| \| \| \| \| \| \| \| \| \| \| \| \| \| \| \| \| \| \| \| \| \| \| \| Tổ phụ：Hiển Tổ Tuyên Hoàng đế Tháp Khắc Thế \| \| \| \| \| \| \| \| \| \| \| \| \| \| \| \| \| \| \| \| \| \| \| \| \| \| \| \| \| \| \| \| \| \| \| \| \| \| \| \| \| \| \| \| \| \| \| \| \| \| \| \| \| \| Tằng tổ mẫu：Dực Hoàng hậu \| \| \| \| \| \| \| \| \| \| \| \| \| \| \| \| \| \| \| \| \| \| \| \| \| \| \| \| \| \| \| \| \| \| \| \| \| \| \| \| \| \| \| \| \| \| \| \| \| \| \| \| \| \| Phụ：Thái Tổ Cao Hoàng đế Nỗ Nhĩ Cáp Xích \| \| \| \| \| \| \| \| \| \| \| \| \| \| \| \| \| \| \| \| \| \| \| \| \| \| \| \| \| \| \| \| \| \| \| \| \| \| \| \| \| \| \| \| \| \| \| \| \| \| \| \| \| \| Ngoại cao tổ phụ：Đô đốc Tham Sát[6] \| \| \| \| \| \| \| \| \| \| \| \| \| \| \| \| \| \| \| \| \| \| \| \| \| \| \| \| \| \| \| \| \| \| \| \| \| \| \| \| \| \| \| \| \| \| \| \| \| \| \| \| \| \| Ngoại tằng tổ phụ：Đô đốcA Cổ \| \| \| \| \| \| \| \| \| \| \| \| \| \| \| \| \| \| \| \| \| \| \| \| \| \| \| \| \| \| \| \| \| \| \| \| \| \| \| \| \| \| \| \| \| \| \| \| \| \| \| \| \| \| Tổ mẫu：Tuyên Hoàng hậu (nhà Thanh Hỉ Tháp Lạp thị \| \| \| \| \| \| \| \| \| \| \| \| \| \| \| \| \| \| \| \| \| \| \| \| \| \| \| \| \| \| \| \| \| \| \| \| \| \| \| \| \| \| \| \| \| \| \| \| \| \| \| \| \| \| Quảng lược Bối lặc Trử Anh \| \| \| \| \| \| \| \| \| \| \| \| \| \| \| \| \| \| \| \| \| \| \| \| \| \| \| \| \| \| \| \| \| \| \| \| \| \| \| \| \| \| \| \| \| \| \| \| \| \| \| \| \| \| Ngoại tổ phụ：Tháp Mộc Ba Yến \| \| \| \| \| \| \| \| \| \| \| \| \| \| \| \| \| \| \| \| \| \| \| \| \| \| \| \| \| \| \| \| \| \| \| \| \| \| \| \| \| \| \| \| \| \| \| \| \| \| \| \| \| \| Mẫu：Nguyên phi Đổng Giai thị \| \| \| \| \| \| \| \| \| \| \| \| \| \| \| \| \| \| \| \| \| \| \| \| \| \| \| \| \| \| \| \| \| \| \| \| \| \| \| \| \| \| \| \| \| \| \| \| \| \| \| \| |                                                    |  |  |  |  |  |  |  |  |  |  |  |  |  |  |  |
| |                                                    |  |  |  |  |  |  |  |  |  |  |  |  |  |  |  |
| | Cao tổ phụ：Hưng Tổ Trực Hoàng đế Phúc Mãn         |  |  |  |  |  |  |  |  |  |  |  |  |  |  |  |
| |                                                    |  |  |  |  |  |  |  |  |  |  |  |  |  |  |  |
| |                                                    |  |  |  |  |  |  |  |  |  |  |  |  |  |  |  |
| | Tằng tổ phụ：Cảnh Tổ Dực Hoàng đế Giác Xương An    |  |  |  |  |  |  |  |  |  |  |  |  |  |  |  |
| |                                                    |  |  |  |  |  |  |  |  |  |  |  |  |  |  |  |
| |                                                    |  |  |  |  |  |  |  |  |  |  |  |  |  |  |  |
| | Cao tổ mẫu：Trực Hoàng hậu Hỉ Tháp Lạp thị         |  |  |  |  |  |  |  |  |  |  |  |  |  |  |  |
| |                                                    |  |  |  |  |  |  |  |  |  |  |  |  |  |  |  |
| |                                                    |  |  |  |  |  |  |  |  |  |  |  |  |  |  |  |
| | Tổ phụ：Hiển Tổ Tuyên Hoàng đế Tháp Khắc Thế       |  |  |  |  |  |  |  |  |  |  |  |  |  |  |  |
| |                                                    |  |  |  |  |  |  |  |  |  |  |  |  |  |  |  |
| |                                                    |  |  |  |  |  |  |  |  |  |  |  |  |  |  |  |
| | Tằng tổ mẫu：Dực Hoàng hậu                         |  |  |  |  |  |  |  |  |  |  |  |  |  |  |  |
| |                                                    |  |  |  |  |  |  |  |  |  |  |  |  |  |  |  |
| |                                                    |  |  |  |  |  |  |  |  |  |  |  |  |  |  |  |
| | Phụ：Thái Tổ Cao Hoàng đế Nỗ Nhĩ Cáp Xích          |  |  |  |  |  |  |  |  |  |  |  |  |  |  |  |
| |                                                    |  |  |  |  |  |  |  |  |  |  |  |  |  |  |  |
| |                                                    |  |  |  |  |  |  |  |  |  |  |  |  |  |  |  |
| | Ngoại cao tổ phụ：Đô đốc Tham Sát                  |  |  |  |  |  |  |  |  |  |  |  |  |  |  |  |
| |                                                    |  |  |  |  |  |  |  |  |  |  |  |  |  |  |  |
| |                                                    |  |  |  |  |  |  |  |  |  |  |  |  |  |  |  |
| | Ngoại tằng tổ phụ：Đô đốcA Cổ                      |  |  |  |  |  |  |  |  |  |  |  |  |  |  |  |
| |                                                    |  |  |  |  |  |  |  |  |  |  |  |  |  |  |  |
| |                                                    |  |  |  |  |  |  |  |  |  |  |  |  |  |  |  |
| | Tổ mẫu：Tuyên Hoàng hậu (nhà Thanh Hỉ Tháp Lạp thị |  |  |  |  |  |  |  |  |  |  |  |  |  |  |  |
| |                                                    |  |  |  |  |  |  |  |  |  |  |  |  |  |  |  |
| |                                                    |  |  |  |  |  |  |  |  |  |  |  |  |  |  |  |
| | Quảng lược Bối lặc Trử Anh                         |  |  |  |  |  |  |  |  |  |  |  |  |  |  |  |
| |                                                    |  |  |  |  |  |  |  |  |  |  |  |  |  |  |  |
| |                                                    |  |  |  |  |  |  |  |  |  |  |  |  |  |  |  |
| | Ngoại tổ phụ：Tháp Mộc Ba Yến                      |  |  |  |  |  |  |  |  |  |  |  |  |  |  |  |
| |                                                    |  |  |  |  |  |  |  |  |  |  |  |  |  |  |  |
| |                                                    |  |  |  |  |  |  |  |  |  |  |  |  |  |  |  |
| | Mẫu：Nguyên phi Đổng Giai thị                      |  |  |  |  |  |  |  |  |  |  |  |  |  |  |  |
| |                                                    |  |  |  |  |  |  |  |  |  |  |  |  |  |  |  |
| |                                                    |  |  |  |  |  |  |  |  |  |  |  |  |  |  |  |

### Thê thiếp
- Nguyên phối: Quách Lạc La thị (郭絡羅氏), con gái của Thường Thư (常舒).
- Kế thất: Na Lạp thị (納喇氏), con gái của Diệp Hách Bối lặc Thanh Giai Nỗ.
- Thiếp: Phú Sát thị (富察氏), con gái của Ngạch Nhĩ Cát Đồ (額爾吉圖).

### Hậu duệ
- Con trai: Chử Anh có ba con trai, trong đó có hai người được phong tước vị.

1. An Bình Bối lặc Đỗ Độ (杜度; 1597 – 1642), mẹ là Đích Phu nhân Quách Lạc La thị. Có bảy con trai.
  - Trưởng tử: Khác Hậu Bối lặc Đô Nhĩ Hỗ (杜爾祜).
  - Thứ tử: Dĩ cách Bối tử Mục Nhi Hỗ (穆爾祜).
  - Tam tử: Khác Nhi Bối tử Đặc Nhĩ Hỗ (特爾祜).
  - Lục tử: Hoài Mẫn Bối tử Đỗ Nỗ Văn (杜努文).
  - Thất tử: Hoài Mẫn Bối tử Tát Bật (薩弼)
2. Quốc Hoan (國歡; 1598 – 1624), mẹ là Đích Phu nhân Quách Lạc La thị. Vô tự.
3. Kính Cẩn Trang Thân vương Ni Kham (尼堪; 1610 – 1652), mẹ là Kế Phu nhân Diệp Hách Na Lạp thị. Có hai con trai.
  - Trưởng tử: Dĩ cách Kính Cẩn Thân vương Lan Bố.
  - Thứ tử: Kính Cẩn Điệu Thân vương Ni Tư Cáp (尼思哈).

- Con gái:

1. Ái Tân Giác La thị (1601 – 1662), mẹ là Kế Phu nhân Diệp Hách Na Lạp thị. Năm 1614, kết hôn với Phí Anh Đông.
2. Ái Tân Giác La thị (1603 – 1623), mẹ là Kế Phu nhân Diệp Hách Na Lạp thị. Năm 1616, kết hôn với Trát Nhĩ Đại – con trai út của Hà Hòa Lễ và Đông Quả Cách cách.
3. Quận chúa Tể Nãi (1606 – 1677), mẹ là Kế Phu nhân Diệp Hách Na Lạp thị. Năm 1618, kết hôn với Bố Nhĩ Hàng Cổ – con trai thứ tư của Diệp Hách Bối lặc Bố Trại. Bố Nhĩ Hàng Cổ qua đời vào năm 1632, đến năm 1639 thì Quận chúa tái giá với Mãn Châu Tập Lễ – anh trai của Hiếu Trang Hoàng Thái hậu.

## Phả hệ
|                                                                                |                                                                                |                                                                                |                                                                                |                                                                                |                                                                                |  |  | Quá kế                                                   |                                                          |                                                          |                                                          |                                                          |                                                          |  |  |                                                         |                                                         |                                                         |                                                         |                                                         |                                                         |  |  |  |  |  |  |  |  |  |  |  |  |  |  |  |  |  |  |  |  |  |  |
|                                                                                |                                                                                |                                                                                |                                                                                |                                                                                |                                                                                |  |  |                                                          |                                                          |                                                          |                                                          |                                                          |                                                          |  |  |                                                         |                                                         |                                                         |                                                         |                                                         |                                                         |  |  |  |  |  |  |  |  |  |  |  |  |  |  |  |  |  |  |  |  |  |  |
| Quảng Lược Bối lặc Chử Anh 1580 - ? - 1615                                     |                                                                                |                                                                                |                                                                                |                                                                                |                                                                                |  |  |                                                          |                                                          |                                                          |                                                          |                                                          |                                                          |  |  |                                                         |                                                         |                                                         |                                                         |                                                         |                                                         |  |  |  |  |  |  |  |  |  |  |  |  |  |  |  |  |  |  |  |  |  |  |
|                                                                                |                                                                                |                                                                                |                                                                                |                                                                                |                                                                                |  |  |                                                          |                                                          |                                                          |                                                          |                                                          |                                                          |  |  |                                                         |                                                         |                                                         |                                                         |                                                         |                                                         |  |  |  |  |  |  |  |  |  |  |  |  |  |  |  |  |  |  |  |  |  |  |
| An Bình Bối lặc Đỗ Độ 1597 - 1636 - 1642                                       |                                                                                |                                                                                |                                                                                |                                                                                |                                                                                |  |  |                                                          |                                                          |                                                          |                                                          |                                                          |                                                          |  |  |                                                         |                                                         |                                                         |                                                         |                                                         |                                                         |  |  |  |  |  |  |  |  |  |  |  |  |  |  |  |  |  |  |  |  |  |  |
|                                                                                |                                                                                |                                                                                |                                                                                |                                                                                |                                                                                |  |  |                                                          |                                                          |                                                          |                                                          |                                                          |                                                          |  |  |                                                         |                                                         |                                                         |                                                         |                                                         |                                                         |  |  |  |  |  |  |  |  |  |  |  |  |  |  |  |  |  |  |  |  |  |  |
| An Bình Khác Hậu Bối lặc Đỗ Nhĩ Hỗ (杜爾祜) 1615 - 1642 - 1645 - 1655          |                                                                                |                                                                                |                                                                                |                                                                                |                                                                                |  |  |                                                          |                                                          |                                                          |                                                          |                                                          |                                                          |  |  |                                                         |                                                         |                                                         |                                                         |                                                         |                                                         |  |  |  |  |  |  |  |  |  |  |  |  |  |  |  |  |  |  |  |  |  |  |
|                                                                                |                                                                                |                                                                                |                                                                                |                                                                                |                                                                                |  |  |                                                          |                                                          |                                                          |                                                          |                                                          |                                                          |  |  |                                                         |                                                         |                                                         |                                                         |                                                         |                                                         |  |  |  |  |  |  |  |  |  |  |  |  |  |  |  |  |  |  |  |  |  |  |
| An Bình Khác Cung Bối tử Đôn Đạt (敦達) 1643 - 1655 - 1674                     |                                                                                |                                                                                |                                                                                |                                                                                |                                                                                |  |  |                                                          |                                                          |                                                          |                                                          |                                                          |                                                          |  |  |                                                         |                                                         |                                                         |                                                         |                                                         |                                                         |  |  |  |  |  |  |  |  |  |  |  |  |  |  |  |  |  |  |  |  |  |  |
|                                                                                |                                                                                |                                                                                |                                                                                |                                                                                |                                                                                |  |  |                                                          |                                                          |                                                          |                                                          |                                                          |                                                          |  |  |                                                         |                                                         |                                                         |                                                         |                                                         |                                                         |  |  |  |  |  |  |  |  |  |  |  |  |  |  |  |  |  |  |  |  |  |  |
| Phụng ân Trấn quốc công Phổ Quý (普貴) 1665 - 1674 - 1723 - 1725               |                                                                                |                                                                                |                                                                                |                                                                                |                                                                                |  |  |                                                          |                                                          |                                                          |                                                          |                                                          |                                                          |  |  |                                                         |                                                         |                                                         |                                                         |                                                         |                                                         |  |  |  |  |  |  |  |  |  |  |  |  |  |  |  |  |  |  |  |  |  |  |
|                                                                                |                                                                                |                                                                                |                                                                                |                                                                                |                                                                                |  |  |                                                          |                                                          |                                                          |                                                          |                                                          |                                                          |  |  |                                                         |                                                         |                                                         |                                                         |                                                         |                                                         |  |  |  |  |  |  |  |  |  |  |  |  |  |  |  |  |  |  |  |  |  |  |
|                                                                                |                                                                                |                                                                                |                                                                                |                                                                                |                                                                                |  |  |                                                          |                                                          |                                                          |                                                          |                                                          |                                                          |  |  |                                                         |                                                         |                                                         |                                                         |                                                         |                                                         |  |  |  |  |  |  |  |  |  |  |  |  |  |  |  |  |  |  |  |  |  |  |
| Phụng ân Phụ quốc Ôn Hi công Thành Bảo (誠保) 1712 - 1726 - 1754               | Phụng ân Phụ quốc Ôn Hi công Thành Bảo (誠保) 1712 - 1726 - 1754               | Phụng ân Phụ quốc Ôn Hi công Thành Bảo (誠保) 1712 - 1726 - 1754               | Phụng ân Phụ quốc Ôn Hi công Thành Bảo (誠保) 1712 - 1726 - 1754               | Phụng ân Phụ quốc Ôn Hi công Thành Bảo (誠保) 1712 - 1726 - 1754               | Phụng ân Phụ quốc Ôn Hi công Thành Bảo (誠保) 1712 - 1726 - 1754               |  |  | Phụng ân Phụ quốc công Trí Bảo (智保) 1719 - 1723 - 1725 | Phụng ân Phụ quốc công Trí Bảo (智保) 1719 - 1723 - 1725 | Phụng ân Phụ quốc công Trí Bảo (智保) 1719 - 1723 - 1725 | Phụng ân Phụ quốc công Trí Bảo (智保) 1719 - 1723 - 1725 | Phụng ân Phụ quốc công Trí Bảo (智保) 1719 - 1723 - 1725 | Phụng ân Phụ quốc công Trí Bảo (智保) 1719 - 1723 - 1725 |  |  | Phụng ân Phụ quốc công Tô Bảo (蘇保) 1723 - 1725 - 1726 | Phụng ân Phụ quốc công Tô Bảo (蘇保) 1723 - 1725 - 1726 | Phụng ân Phụ quốc công Tô Bảo (蘇保) 1723 - 1725 - 1726 | Phụng ân Phụ quốc công Tô Bảo (蘇保) 1723 - 1725 - 1726 | Phụng ân Phụ quốc công Tô Bảo (蘇保) 1723 - 1725 - 1726 | Phụng ân Phụ quốc công Tô Bảo (蘇保) 1723 - 1725 - 1726 |  |  |  |  |  |  |  |  |  |  |  |  |  |  |  |  |  |  |  |  |  |  |
| Phụng ân Phụ quốc Ôn Hi công Thành Bảo (誠保) 1712 - 1726 - 1754               | Phụng ân Phụ quốc Ôn Hi công Thành Bảo (誠保) 1712 - 1726 - 1754               | Phụng ân Phụ quốc Ôn Hi công Thành Bảo (誠保) 1712 - 1726 - 1754               | Phụng ân Phụ quốc Ôn Hi công Thành Bảo (誠保) 1712 - 1726 - 1754               | Phụng ân Phụ quốc Ôn Hi công Thành Bảo (誠保) 1712 - 1726 - 1754               | Phụng ân Phụ quốc Ôn Hi công Thành Bảo (誠保) 1712 - 1726 - 1754               |  |  | Phụng ân Phụ quốc công Trí Bảo (智保) 1719 - 1723 - 1725 | Phụng ân Phụ quốc công Trí Bảo (智保) 1719 - 1723 - 1725 | Phụng ân Phụ quốc công Trí Bảo (智保) 1719 - 1723 - 1725 | Phụng ân Phụ quốc công Trí Bảo (智保) 1719 - 1723 - 1725 | Phụng ân Phụ quốc công Trí Bảo (智保) 1719 - 1723 - 1725 | Phụng ân Phụ quốc công Trí Bảo (智保) 1719 - 1723 - 1725 |  |  | Phụng ân Phụ quốc công Tô Bảo (蘇保) 1723 - 1725 - 1726 | Phụng ân Phụ quốc công Tô Bảo (蘇保) 1723 - 1725 - 1726 | Phụng ân Phụ quốc công Tô Bảo (蘇保) 1723 - 1725 - 1726 | Phụng ân Phụ quốc công Tô Bảo (蘇保) 1723 - 1725 - 1726 | Phụng ân Phụ quốc công Tô Bảo (蘇保) 1723 - 1725 - 1726 | Phụng ân Phụ quốc công Tô Bảo (蘇保) 1723 - 1725 - 1726 |  |  |  |  |  |  |  |  |  |  |  |  |  |  |  |  |  |  |  |  |  |  |
| Phụng ân Phụ quốc công Khánh Xuân (慶春) 1750 - 1755 - 1773                    |                                                                                |                                                                                |                                                                                |                                                                                |                                                                                |  |  |                                                          |                                                          |                                                          |                                                          |                                                          |                                                          |  |  |                                                         |                                                         |                                                         |                                                         |                                                         |                                                         |  |  |  |  |  |  |  |  |  |  |  |  |  |  |  |  |  |  |  |  |  |  |
|                                                                                |                                                                                |                                                                                |                                                                                |                                                                                |                                                                                |  |  |                                                          |                                                          |                                                          |                                                          |                                                          |                                                          |  |  |                                                         |                                                         |                                                         |                                                         |                                                         |                                                         |  |  |  |  |  |  |  |  |  |  |  |  |  |  |  |  |  |  |  |  |  |  |
| Phụng ân Phụ quốc công Hanh Anh (亨英) 1772 - 1773 - 1821                      |                                                                                |                                                                                |                                                                                |                                                                                |                                                                                |  |  |                                                          |                                                          |                                                          |                                                          |                                                          |                                                          |  |  |                                                         |                                                         |                                                         |                                                         |                                                         |                                                         |  |  |  |  |  |  |  |  |  |  |  |  |  |  |  |  |  |  |  |  |  |  |
|                                                                                |                                                                                |                                                                                |                                                                                |                                                                                |                                                                                |  |  |                                                          |                                                          |                                                          |                                                          |                                                          |                                                          |  |  |                                                         |                                                         |                                                         |                                                         |                                                         |                                                         |  |  |  |  |  |  |  |  |  |  |  |  |  |  |  |  |  |  |  |  |  |  |
| Truy phong Phụng ân Phụ quốc công Thuần Phúc (純福) 1798 - 1820                |                                                                                |                                                                                |                                                                                |                                                                                |                                                                                |  |  |                                                          |                                                          |                                                          |                                                          |                                                          |                                                          |  |  |                                                         |                                                         |                                                         |                                                         |                                                         |                                                         |  |  |  |  |  |  |  |  |  |  |  |  |  |  |  |  |  |  |  |  |  |  |
|                                                                                |                                                                                |                                                                                |                                                                                |                                                                                |                                                                                |  |  |                                                          |                                                          |                                                          |                                                          |                                                          |                                                          |  |  |                                                         |                                                         |                                                         |                                                         |                                                         |                                                         |  |  |  |  |  |  |  |  |  |  |  |  |  |  |  |  |  |  |  |  |  |  |
| Phụng ân Phụ quốc công Sùng Tích (崇錫) 1816 - 1821 - 1854                     |                                                                                |                                                                                |                                                                                |                                                                                |                                                                                |  |  |                                                          |                                                          |                                                          |                                                          |                                                          |                                                          |  |  |                                                         |                                                         |                                                         |                                                         |                                                         |                                                         |  |  |  |  |  |  |  |  |  |  |  |  |  |  |  |  |  |  |  |  |  |  |
|                                                                                |                                                                                |                                                                                |                                                                                |                                                                                |                                                                                |  |  |                                                          |                                                          |                                                          |                                                          |                                                          |                                                          |  |  |                                                         |                                                         |                                                         |                                                         |                                                         |                                                         |  |  |  |  |  |  |  |  |  |  |  |  |  |  |  |  |  |  |  |  |  |  |
| Phụng ân Phụ quốc công Đoan Tú (端秀) 1838 - 1854 - 1876                       |                                                                                |                                                                                |                                                                                |                                                                                |                                                                                |  |  |                                                          |                                                          |                                                          |                                                          |                                                          |                                                          |  |  |                                                         |                                                         |                                                         |                                                         |                                                         |                                                         |  |  |  |  |  |  |  |  |  |  |  |  |  |  |  |  |  |  |  |  |  |  |
|                                                                                |                                                                                |                                                                                |                                                                                |                                                                                |                                                                                |  |  |                                                          |                                                          |                                                          |                                                          |                                                          |                                                          |  |  |                                                         |                                                         |                                                         |                                                         |                                                         |                                                         |  |  |  |  |  |  |  |  |  |  |  |  |  |  |  |  |  |  |  |  |  |  |
|                                                                                |                                                                                |                                                                                |                                                                                |                                                                                |                                                                                |  |  |                                                          |                                                          |                                                          |                                                          |                                                          |                                                          |  |  |                                                         |                                                         |                                                         |                                                         |                                                         |                                                         |  |  |  |  |  |  |  |  |  |  |  |  |  |  |  |  |  |  |  |  |  |  |
| Phụng ân Phụ quốc Cần Mẫn công (hàm Bối tử) Quang Dụ (光裕) 1863 - 1876 - 1900 | Phụng ân Phụ quốc Cần Mẫn công (hàm Bối tử) Quang Dụ (光裕) 1863 - 1876 - 1900 | Phụng ân Phụ quốc Cần Mẫn công (hàm Bối tử) Quang Dụ (光裕) 1863 - 1876 - 1900 | Phụng ân Phụ quốc Cần Mẫn công (hàm Bối tử) Quang Dụ (光裕) 1863 - 1876 - 1900 | Phụng ân Phụ quốc Cần Mẫn công (hàm Bối tử) Quang Dụ (光裕) 1863 - 1876 - 1900 | Phụng ân Phụ quốc Cần Mẫn công (hàm Bối tử) Quang Dụ (光裕) 1863 - 1876 - 1900 |  |  | Phụ quốc Tướng quân Đức Dụ (德裕) 1869 - ?               | Phụ quốc Tướng quân Đức Dụ (德裕) 1869 - ?               | Phụ quốc Tướng quân Đức Dụ (德裕) 1869 - ?               | Phụ quốc Tướng quân Đức Dụ (德裕) 1869 - ?               | Phụ quốc Tướng quân Đức Dụ (德裕) 1869 - ?               | Phụ quốc Tướng quân Đức Dụ (德裕) 1869 - ?               |  |  |                                                         |                                                         |                                                         |                                                         |                                                         |                                                         |  |  |  |  |  |  |  |  |  |  |  |  |  |  |  |  |  |  |  |  |  |  |
| Phụng ân Phụ quốc Cần Mẫn công (hàm Bối tử) Quang Dụ (光裕) 1863 - 1876 - 1900 | Phụng ân Phụ quốc Cần Mẫn công (hàm Bối tử) Quang Dụ (光裕) 1863 - 1876 - 1900 | Phụng ân Phụ quốc Cần Mẫn công (hàm Bối tử) Quang Dụ (光裕) 1863 - 1876 - 1900 | Phụng ân Phụ quốc Cần Mẫn công (hàm Bối tử) Quang Dụ (光裕) 1863 - 1876 - 1900 | Phụng ân Phụ quốc Cần Mẫn công (hàm Bối tử) Quang Dụ (光裕) 1863 - 1876 - 1900 | Phụng ân Phụ quốc Cần Mẫn công (hàm Bối tử) Quang Dụ (光裕) 1863 - 1876 - 1900 |  |  | Phụ quốc Tướng quân Đức Dụ (德裕) 1869 - ?               | Phụ quốc Tướng quân Đức Dụ (德裕) 1869 - ?               | Phụ quốc Tướng quân Đức Dụ (德裕) 1869 - ?               | Phụ quốc Tướng quân Đức Dụ (德裕) 1869 - ?               | Phụ quốc Tướng quân Đức Dụ (德裕) 1869 - ?               | Phụ quốc Tướng quân Đức Dụ (德裕) 1869 - ?               |  |  |                                                         |                                                         |                                                         |                                                         |                                                         |                                                         |  |  |  |  |  |  |  |  |  |  |  |  |  |  |  |  |  |  |  |  |  |  |
| Phụng ân Phụ quốc công Quảng Thọ (廣壽) 1891 - 1902 - ?                        | Phụng ân Phụ quốc công Quảng Thọ (廣壽) 1891 - 1902 - ?                        | Phụng ân Phụ quốc công Quảng Thọ (廣壽) 1891 - 1902 - ?                        | Phụng ân Phụ quốc công Quảng Thọ (廣壽) 1891 - 1902 - ?                        | Phụng ân Phụ quốc công Quảng Thọ (廣壽) 1891 - 1902 - ?                        | Phụng ân Phụ quốc công Quảng Thọ (廣壽) 1891 - 1902 - ?                        |  |  | Quảng Thái (廣泰) 1895 - ?                               | Quảng Thái (廣泰) 1895 - ?                               | Quảng Thái (廣泰) 1895 - ?                               | Quảng Thái (廣泰) 1895 - ?                               | Quảng Thái (廣泰) 1895 - ?                               | Quảng Thái (廣泰) 1895 - ?                               |  |  |                                                         |                                                         |                                                         |                                                         |                                                         |                                                         |  |  |  |  |  |  |  |  |  |  |  |  |  |  |  |  |  |  |  |  |  |  |
| Phụng ân Phụ quốc công Quảng Thọ (廣壽) 1891 - 1902 - ?                        | Phụng ân Phụ quốc công Quảng Thọ (廣壽) 1891 - 1902 - ?                        | Phụng ân Phụ quốc công Quảng Thọ (廣壽) 1891 - 1902 - ?                        | Phụng ân Phụ quốc công Quảng Thọ (廣壽) 1891 - 1902 - ?                        | Phụng ân Phụ quốc công Quảng Thọ (廣壽) 1891 - 1902 - ?                        | Phụng ân Phụ quốc công Quảng Thọ (廣壽) 1891 - 1902 - ?                        |  |  | Quảng Thái (廣泰) 1895 - ?                               | Quảng Thái (廣泰) 1895 - ?                               | Quảng Thái (廣泰) 1895 - ?                               | Quảng Thái (廣泰) 1895 - ?                               | Quảng Thái (廣泰) 1895 - ?                               | Quảng Thái (廣泰) 1895 - ?                               |  |  |                                                         |                                                         |                                                         |                                                         |                                                         |                                                         |  |  |  |  |  |  |  |  |  |  |  |  |  |  |  |  |  |  |  |  |  |  |
|                                                                                |                                                                                |                                                                                |                                                                                |                                                                                |                                                                                |  |  |                                                          |                                                          |                                                          |                                                          |                                                          |                                                          |  |  |                                                         |                                                         |                                                         |                                                         |                                                         |                                                         |  |  |  |  |  |  |  |  |  |  |  |  |  |  |  |  |  |  |  |  |  |  |
|                                                                                |                                                                                |                                                                                |                                                                                |                                                                                |                                                                                |  |  |                                                          |                                                          |                                                          |                                                          |                                                          |                                                          |  |  |                                                         |                                                         |                                                         |                                                         |                                                         |                                                         |  |  |  |  |  |  |  |  |  |  |  |  |  |  |  |  |  |  |  |  |  |  |
|                                                                                |                                                                                |                                                                                |                                                                                |                                                                                |                                                                                |  |  |                                                          |                                                          |                                                          |                                                          |                                                          |                                                          |  |  |                                                         |                                                         |                                                         |                                                         |                                                         |                                                         |  |  |  |  |  |  |  |  |  |  |  |  |  |  |  |  |  |  |  |  |  |  |
| Phụng ân Phụ quốc công Thừa Ấm (承蔭) 1918 - ? - ?                             | Phụng ân Phụ quốc công Thừa Ấm (承蔭) 1918 - ? - ?                             | Phụng ân Phụ quốc công Thừa Ấm (承蔭) 1918 - ? - ?                             | Phụng ân Phụ quốc công Thừa Ấm (承蔭) 1918 - ? - ?                             | Phụng ân Phụ quốc công Thừa Ấm (承蔭) 1918 - ? - ?                             | Phụng ân Phụ quốc công Thừa Ấm (承蔭) 1918 - ? - ?                             |  |  | Phụng ân Phụ quốc công Thừa Tảo (承藻) 1922 - ?          | Phụng ân Phụ quốc công Thừa Tảo (承藻) 1922 - ?          | Phụng ân Phụ quốc công Thừa Tảo (承藻) 1922 - ?          | Phụng ân Phụ quốc công Thừa Tảo (承藻) 1922 - ?          | Phụng ân Phụ quốc công Thừa Tảo (承藻) 1922 - ?          | Phụng ân Phụ quốc công Thừa Tảo (承藻) 1922 - ?          |  |  |                                                         |                                                         |                                                         |                                                         |                                                         |                                                         |  |  |  |  |  |  |  |  |  |  |  |  |  |  |  |  |  |  |  |  |  |  |